# 祈跡
「祈跡」（きせき）は、RADWIMPSが2004年7月22日にリリースした、インディーズ2枚目、通算2枚目のシングルである。

## 背景とリリース
現在のメンバーでのRADWIMPSが初めて発表したCD。4曲入りのファーストマキシシングルで300枚限定の初回生産限定盤と通常盤の2種類で発売された。初回生産限定盤には特製トートバックが付属する。
後に発売したアルバム『RADWIMPS 2 〜発展途上〜』に収録されているアルバムバージョンとは大きく異なっている。
| 形態           | 規格                | 規格品番  |
| -------------- | ------------------- | --------- |
| 初回生産限定盤 | CD+特製トートバック | YYCM-9103 |
| 通常盤         | CD                  | YYCM-104  |

## 収録内容
| 全作詞・作曲: 野田洋次郎、全編曲: RADWIMPS。 |                                                            |            |            |      |
| #                                            | タイトル                                                   | 作詞       | 作曲・編曲 | 時間 |
| 1.                                           | 「祈跡」                                                   | 野田洋次郎 | 野田洋次郎 | 8:04 |
| 2.                                           | 「僕チン」                                                 | 野田洋次郎 | 野田洋次郎 | 4:58 |
| 3.                                           | 「何十年後かに「君」と出会っていなかったアナタに向けた歌」 | 野田洋次郎 | 野田洋次郎 | 6:20 |
| 4.                                           | 「そこにある」                                             | 野田洋次郎 | 野田洋次郎 | 3:51 |
| 合計時間:                                    | 合計時間:                                                  | 23:13      |            |      |

## 楽曲詳細
祈跡
野田曰く『「生」、「死」というのが大きなテーマです。自分が知らない場所、知らないモノっていうのが、自分の知っている場所やモノの何億倍も多くある。でも生きていく上でそういった知らないモノとかを知ろうとするだけでも大きな価値があると思う。そして俺は新しい発見をするたびに自分の「生」をすごく感じる。『祈跡』は、俺が今まで生きてきた中で一番の発見と、それに対する怒りと、願いを込めた歌です｡』
「happen for(奇跡は起こる)」から曲の長さが8分4秒になっている。
最後に演奏されたのは2007年8月30日に横浜アリーナで行われた「セプテンバーまだじゃん。」公演となり、以降ライブで演奏されていないが、2015年「RADWIMPSのはじまりはじまり」のセットリスト候補に入っていた。
僕チン
歌詞中にマーティン・ルーサー・キング・ジュニアが出てくる。
何十年後かに「君」と出会っていなかったアナタに向けた歌
『祈跡』と同様に、2007年8月30日に横浜アリーナで行われた「セプテンバーまだじゃん。」公演以降、ライブでは演奏されていなかったが、2024年12月20日に栃木県総合文化センター（サブホール）で行われた「ボクンチ忘年会2024」公演で、約17年ぶりに演奏された。また同曲は、2015年の「RADWIMPSのはじまりはじまり」公演のアンコール楽曲のセットリスト候補に入っていた。
そこにある
メンバー全員で歌う曲。メインボーカルは野田がとり、他メンバーはセリフとサビのみの歌唱となる。

## クレジット

### RADWIMPS
野田洋次郎 - Vocal & Guitar & Piano
桑原彰 - Guitar & Chorus
武田祐介 - Bass & Chorus
山口智史 - Drums & Chorus & Tambourine